# Cimperman
Cimperman je priimek v Sloveniji, ki ga je po podatkih Statističnega urada Republike Slovenije na dan 1. januarja 2010 uporabljalo 273 oseb in je med vsemi priimki po pogostosti uporabe uvrščen na 1.493. mesto.

## Znani nosilci priimka
- Ajda Cimperman, zdravnica
- Fran Cimperman (1852—1873), pesnik
- Janez Cimperman (*1951), politik, župan Iga
- Janez Cimperman (1933—2017), snemalec (kamerman)?
- Josip Cimperman (1847—1893), pesnik in prevajalec
- Jože Cimperman (1950—2025), zdravnik infektolog
- Lea Cimperman (*1978), atletinja, skakalka v višino
- Marjan Cimperman, snemalec in oblikovalec zvoka